# Kakegawa
Kakegawa (掛川市 Kakegawa-shi?) es una ciudad en la prefectura de Shizuoka, Japón, localizada en el centro-este de la isla de Honshū, en la región de Chūbu. Tenía una población estimada de 113 954 habitantes el 1 de marzo de 2021 y una densidad de población de 429 personas por km².

## Geografía
Kakegawa está localizada en las llanuras costeras del suroeste de la prefectura de Shizuoka, en las costas del océano Pacífico. Limita con las ciudades de Fukuroi, Shimada, Kizugawa y Omaezaki, así como con el pueblo de Mori.

## Historia
El área de Kakegawa ha sido un centro comercial regional dentro de la provincia de Tōtōmi al menos desde el período de Kamakura, pero se desarrolló como una ciudad castillo bajo el clan Imagawa, cuya sede se encontraba en la vecina provincia de Suruga. El castillo de Kakegawa fue construido por Asahina Yasuhiro, vasallo de Imagawa Yoshitada, en la era Bunmei (1469–1487). El castillo luego cayó en manos del clan Tokugawa, pero luego fue entregado al vasallo del clan Toyotomi, Yamauchi Kazutoyo, en 1580. El área prosperó durante el período Edo, ya que la carretera Tōkaidō que conectaba Edo con Kioto pasaba a través de Kakegawa, cuyas estaciones incluyeron Nissaka-shuku y Kakegawa-juku. El vecino dominio de Yokosuka también se encontraba dentro de lo que ahora son los límites de la ciudad de Kakegawa.
Después de la restauración Meiji, Kakegawa era parte de la efímera prefectura de Hamamatsu en 1871, que se fusionó con la prefectura de Shizuoka en 1876. El pueblo de Kakegawa fue creado en la reforma catastral de abril de 1891, cuatro años después de la apertura de la estación de Kakegawa en lo más tarde se convirtió en el ferrocarril línea principal Tōkaidō. El pueblo se expandió constantemente a lo largo de los años, anexando villas y pueblos vecinos en el distrito de Ogasa, y fue elevado a la categoría de ciudad en 1954.

## Economía
Kakegawa tiene una economía mixta. Sirve como centro comercial regional para el centro-oeste de la prefectura de Shizuoka. En el sector agrícola, predomina la producción y el procesamiento del té verde. La ciudad está rodeada de campos de té verde y es conocida por su té de alta calidad. Otros cultivos incluyen cantelope, tomates, fresas y rosas. En términos de producción industrial, Kakegawa tiene varios complejos de industrias ligeras. Los principales productos incluyen equipos de telecomunicaciones y electrónica, cosméticos, componentes automotrices e instrumentos musicales.

## Demografía
Según los datos del censo japonés, la población de Kakegawa ha aumentado en los últimos 50 años.
| Gráfica de evolución demográfica de Kakegawa entre 1950 y 2015 |
|                                                                |
| Oficina de Estadística de Japón                                |

## Ciudades hermanas
Kakegawa está hermanado o tiene tratado de amistad con:
- - Ōshū, Iwate, Japón;[11]
- - Corning, Nueva York, EE. UU.;[12]
- - Eugene, Oregón, EE. UU.;[12]
- - Hoengseong, Gangwon, Corea del Sur;[13]
- - Pésaro, Marcas, Italia.[14]